# Prothema auratum cariniscapum
Prothema auratum cariniscapum es una subespecie de escarabajo longicornio del género Prothema, tribu Prothemini, subfamilia Cerambycinae. Fue descrita científicamente por Gressitt en 1937.
La especie se mantiene activa durante el mes de junio.

## Descripción
Mide 12,5-17 milímetros de longitud.

## Distribución
Se distribuye por China y Vietnam.